# Ioan Stupar
Ioan Stupar (n. secolul XIX– d. secolul XX) a fost un deputat în Marea Adunare Națională de la Alba Iulia, organismul legislativ reprezentativ al „tuturor românilor din Transilvania, Banat și Țara Ungurească”, cel care a adoptat hotărârea privind Unirea Transilvaniei cu România, la 1 decembrie 1918 :p. 91 .

## Biografie
Ioan Stupar a fost învățător în Indol (Deleni), comuna Petreștii de Jos, județul Cluj :p. 91.

## Activitatea politică
Ca deputat în Adunarea Națională din 1 decembrie 1918 a fost delegat al Reuniunii Învățătorilor din Protopopiatul Greco-Catolic Indol :p. 190.